# Reserva natural de la defensa
La categoría de  reserva natural de la defensa se aplica en la Argentina a algunas áreas silvestres que son propiedad del Estado Nacional, cedidas en uso y administración a  las fuerzas militares de dicho país, las cuales son administradas bajo una figura de conservación que contempla dicha circunstancia.

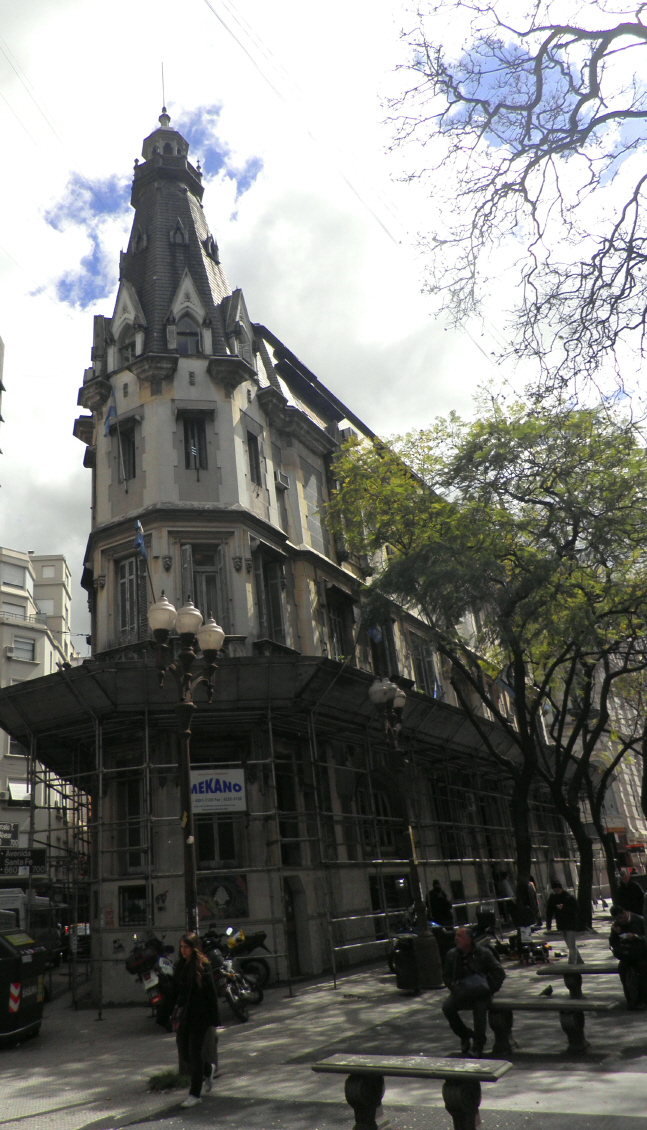
Palacio Haedo, sede central de la Administración de Parques Nacionales en la Plaza San Martín de Buenos Aires.

## Historia
La posibilidad de que los territorios asignados a las Fuerzas Armadas argentinas pudieran tener paralelamente una misión en la protección del patrimonio biológico ha sido un anhelo de la comunidad conservacionista de ese país durante décadas. En 1979 y desde la naciente Fundación Vida Silvestre Argentina, Francisco Erize alertaba sobre el valor biológico del área militar contigua al parque nacional Iguazú. Gestiones de varias ONGs permitieron acercar posiciones, aunque aún no se podían plasmar en la concreción de una particular figura de conservación que se adapte a los variados destinos que poseen los predios bajo el área de Defensa. 
El 14 de mayo de 2007 finalmente se logró firmar, en el despacho del presidente Néstor Kirchner, el acuerdo Marco de Cooperación, por el cual se creó este tipo de reservas. Por último, décadas después de los primeros esbozos, esta figura jurídica fue lograda constituir, gracias al convenio entre dos organismos del estado argentino: la Administración de Parques Nacionales (APN) una entidad pública encargada de mantener el Sistema Nacional de Áreas Protegidas, destinado a la conservación de la diversidad biológica y el patrimonio arqueológico del país (orgánicamente dependiente del Ministerio de Turismo de la Nación), y las Fuerzas Armadas de Argentina, compuestas por sus tres cuerpos: el Ejército la Armada y la Fuerza Aérea y dependiente del Ministerio de Defensa.
Este acuerdo permite declarar “Espacio de Interés para la Conservación de la Biodiversidad (ENIC)” -y de este modo transformarlos en reservas naturales militares- a los territorios que fueron en su momento asignados a alguno de los cuerpos de defensa de la república y que posee interés conservacionista. De esta manera esos espacios naturales pasan a ser administrados de forma conjunta por ambas jurisdicciones —tanto el Ministerio de Defensa como la Administración de Parques Nacionales—. 
Para cada reserva se deben constituir comités locales de gestión. Hasta que no se lo indique en el Plan Rector, las visitas del público en general están vedadas.

## Reservas naturales de la defensa ya creadas
Hacia fines de 2013 fueron ya creadas las siguientes áreas protegidas bajo este tipo de figura de conservación, las que totalizan más de 30 000 ha.
- Reserva natural de la defensa Punta Buenos Aires. Se sitúa en la provincia del Chubut y cuenta con una superficie de 7000 ha de propiedad de la Armada.[4]
- Reserva natural de la defensa Puerto Península: en la provincia de Misiones;
- Reserva natural de la defensa Campo Mar Chiquita-Dragones de Malvinas: en la provincia de Buenos Aires.
- Reserva natural de la defensa La Calera: en la provincia de Córdoba.
- Reserva natural de la defensa Campo Garabato: en la provincia de Santa Fe.
- Reserva natural de la defensa Isla El Tala: en la provincia de Santa Fe.
- Reserva natural de la defensa Baterías-Charles Darwin: en la provincia de Buenos Aires.
- Reserva natural de la defensa Ascochinga: en la provincia de Córdoba.
- Reserva natural de la defensa El Mollar-Quebrada del Portugués: en la provincia de Tucumán.

Además, se encuentran en estudio numerosos predios que se encuentran bajo la órbita militar, los que sumarían más de 600 000 ha con tierras valiosas desde el punto de vista de la conservación de la naturaleza. Entre los que se encontrarían en una etapa más avanzada se halla la estancia Remolino en la provincia de Tierra del Fuego, Antártida e Islas del Atlántico Sur.